# Himmelsgucker (Art)
Der Himmelsgucker (Uranoscopus scaber), früher auch Meerpfaff genannt, ist ein Fisch aus der Ordnung der Himmelsguckerartigen. Er kommt im Mittelmeer und seinen Nebenmeeren vor und lebt die meiste Zeit eingegraben, um weder von Fressfeinden noch von Beutetieren gesehen zu werden.

## Körperbau
Der Kopf ist dick und rau, oben abgeflacht und fast quaderförmig. Die Maulspalte steht fast senkrecht. Der Unterkiefer ist gegen die oberständige, große Maulöffnung mit häutigen Fransen besetzt, die verhindern, dass Sand ins Maul fällt, wenn der eingegrabene Fisch atmet. Die Augen stehen hoch am Kopf auf kleinen Sockeln, blicken aber nicht direkt nach oben, sondern mehr nach den Seiten. Sie können nicht, wie bei Astroscopus, eingezogen und vorgewölbt werden. Die Nasenöffnungen, von denen es beiderseits je zwei gibt, sind sehr klein – der Geruchssinn kann bei Uranoscopus keine nennenswerte Rolle spielen (vgl. dagegen Astroscopus guttatus).
Am oberen Ende des Schultergürtels ragt aus der dort verdickten Haut je ein nach hinten gerichteter Giftstachel, dessen Gefährlichkeit für Menschen aber umstritten ist. Manche halten ihn für harmlos; anderen zufolge verursacht der Stich starke Schmerzen und lang anhaltende Schwellungen. Ein Antiserum ist entwickelt worden. Keinesfalls ist der Himmelsgucker aber so gefährlich wie die Petermännchen.
Der Rumpf ist lang und kegelförmig [daher der Name „uranoscope rat“ (=Ratte) bei Cuvier 1833], mit kleinen Cycloidschuppen bedeckt (80 bis 96 entlang der vollständigen, aber schwach entwickelten, gegen die Rückenflossen verschobenen Seitenlinie), die wie bei Trachiniden ein „Fischgräten“-Muster ergeben. Erst der Schwanzstiel ist seitlich etwas abgeflacht. Die abgerundete Schwanzflosse (mit stark verzweigten Strahlen) ist ziemlich groß. So muss der Fisch beim Nahrungserwerb stark beschleunigen, da er dazu auch den Widerstand des Substrats überwinden muss, in dem er steckt. Wird der Fisch aber einige Male hintereinander aufgescheucht, ist er mit seinen Kräften bald am Ende.
- Flossenformel: D1 III–IV, D2 13–15; A 13–15; P 14–16, V I/5, C 13.– 25–26 Wirbel.-

Die Länge beträgt maximal 40 cm, das Gewicht über ein Kilogramm; er ist damit also deutlich schlanker als Astroscopus, der bei seiner Maximallänge von 56 cm 9,6 kg wiegt, während Uranoscopus bei dieser Größe – die er nie erreicht – nur 7,1 kg wiegen könnte. Der Rücken ist braun und hellgrau fein marmoriert, die Rumpfseiten sind noch von helleren Bändern überlagert; der Bauch ist hell gelbgrau. Die großen, rundlichen Brustflossen mit verzweigten Strahlen sind weiß gesäumt, die engstehenden, fast kehlständigen Bauchflossen weißlich, die unpaaren Flossen dunkel(braun). Zwischen der ersten und der zweiten Rückenflosse ist kein Raum. Die dreieckige erste Rückenflosse ist meist schwarz, was als Warnsignal (Vexillum) für Giftigkeit interpretiert werden kann, zumal Bedini und Kollegen die gleiche Funktion (als Müllersche Mimikry) für die augenseitige Brustflosse der Seezungen (Soleidae) (z. B. Solea impar) deuten konnten, die damit „drohen“, obwohl sie gar keine Giftstacheln haben.
Vom Schädel gibt Gregory (1933) eine ziemlich ausführliche Schilderung (einige funktionelle Aspekte s. Adamicka 1973). Die Länge des Kopfes (fast ein Drittel der Gesamtlänge) ist durch die Größe der Atemfunktion der Branchiostegalmembran bedingt. Nicht klar ist, warum die äußeren Schädelknochen wie bei primitiven Knochenfischen „skulpturiert“ sind. Schon Meckel hat (1833) auf eine gewisse Beweglichkeit des vorderen Teiles des Unterkiefers (Dentale, bezahnt) gegen den hinteren (Articulare samt Angulare) hingewiesen, die nur durch Bindegewebe und den biegsamen Meckelschen Knorpel verbunden sind. Dieser Bau ist typisch für Teleostei, die Beweglichkeit ist beim Himmelsgucker aber besonders deutlich und im Zusammenhang mit der Unbeweglichkeit der Suspensorien und dem heftigen Schnappen nach Beute zu verstehen: so wird einer Bruchgefahr vorgebeugt.
Die Schwimmblase fehlt. Die Pseudobranchie ist kiemenartig, der 4. Kiemenbogen trägt nur am Vorderrand Kiemenblätter. Die Zähne auf den Kiefern, am Vomer und den Palatinen sind klein, spitz (Samtzähne, d. h. flächig angeordnet), die auf den Pharyngealia z. T. etwas größer. Der Darm ist kurz, der Magen dickwandig, von 8–12 Pylorusschläuchen gefolgt. Auffallend ist die Größe der Gallenblase.
Es gibt mehrere Genotypen mit (2n=) 26, 27, 28, 30 und 32 Chromosomen; man kann sie jedoch durch Brüche und Anhängen der Bruchstücke an bestehende Chromosomen alle ableiten von dem Chromosomensatz von Trachinus bzw. Echiichthys vipera, mit 2n=48.

## Nahrungserwerb und Atmung
Wenn der Himmelsgucker bis auf die Augen und den horizontalen Teil der Maulspalte in Sand oder feinerem Kies (kaum aber Schlamm) eingegraben lauert, kann er aus dem Maul heraus eine Esca (einen „Köder“) ins Spiel bringen – eine „Wurm-Attrappe“, die etwa ein Drittel der Kopflänge erreicht. Es handelt sich um einen häutigen Fortsatz der Mandibularvalve, am Ende zerschlitzt und bunt gefleckt – er ähnelt also vielleicht der Tentakelkrone eines Röhrenwurms, so wie das Maul selbst mit seinen Fransen der Mantelöffnung einer im Sande steckenden Muschel ähneln mag. Bei der Ausatmung legen sich die Außenseiten der Valven aneinander und der Fortsatz liegt in Stromrichtung in der Mundhöhle – er muss daher durch eine kurze Umkehr der Druckverhältnisse in dieser nach vorne „herausgehustet“ werden, behindert dann aber kaum die weitere Atmung; er spielt im Atemwasserstrom (Günther 1886) und wird sicherlich nicht, wie auch behauptet, durch „Blutdruckschwankungen“ bewegt.
Sobald Beute (viele Arten kleinerer Fische, oder grundnahe Jungfische, wie Meerbarben, Grundeln, Stöcker, Wittlinge, Sardinen, Meeraale, Plattfische u. a.; auch Tintenfische, Garnelen und andere Krebstiere) in Reichweite ist, bricht der Himmelsgucker plötzlich unter Maulaufreißen aus dem Sediment hervor, indem er den Kopf gegenüber dem Rumpf stark anhebt (Aufbiegung der vordersten Wirbelsäule): dadurch wird der Unterkiefer unter den „gerade die Tentakelkrone abbeißen wollenden“ Fisch geschnellt (vgl. auch Astroscopus guttatus).
Dabei kommen weitere Besonderheiten zum Tragen. So verfügt Uranoscopus, weil er ja mitunter auch in sehr seichtem, durchsonntem Wasser lauert, über eine Augen-Adaptation durch nervös gesteuerte Iris-Motorik. Diese ist sonst selten bei Fischen, die eher wie Insekten Adaptationsmechanismen der Netzhaut zeigen – oder auch autogene Irismotorik; die meisten Fische können also ihre Pupillen nicht verengen. Der  Maxillarmechanismus ist vorhanden, kann sich aber wegen der Starrheit der Suspensorien nicht sehr entfalten (muss es auch nicht, da die Greifrichtung ja nach oben gerichtet ist). Ebenso ist der große Kiemendeckel (wegen des Drucks des Sediments) unbeweglich – er dient nur dazu, der Branchiostegalmembran, die am Hyoid festgemacht ist, unter dem Kopf ihr Spiel zu ermöglichen. Das paarige Hyoid mit seinen sechs Kiemenhautstrahlen gelenkt innen am Suspensorium mit großer Bewegungsfreiheit durch ein auffallend langes Stylhyale. Wenn sich der Fisch eingräbt, „pustet“ er unter heftigen Maulbewegungen unter seinem Kopf (abgestützt auf die Bauchflossen) eine Höhle im Sand frei, in der dann die Branchiostegalmembranen spielen (Einsaugen und Auspressen von Wasser, das dabei durch die vier Kiemenspalten über die Kiemenblätter fließt). Wenn das Substrat feiner Sand ist, kann das „verbrauchte“ Wasser nur unter dem gekerbten Hautsaum des Kiemendeckels hervor nach oben zur Sandoberfläche abströmen, wo man es dann in zwei kreisrunden Flächen „flimmernden“ Sandes merkt. Dieses „Flimmern“ sowie (asymmetrische?) Bewegungen der kleinen Augen sind angeblich weitere Lockmittel für Beutetiere (auch schon bei Trachinus).

## Fortpflanzung und Wachstum
Über das Laichvorspiel ist noch nicht viel bekannt. Astroscopus ist die einzige Gattung der Stachelflosser mit „elektrischen Organen“ (entstanden aus umgebildeten Augenmuskeln) und spürbaren Strom-Entladungen (eingesetzt auch beim Paarungsverhalten) – bei Uranoscopus hat man nun Ähnliches (wenn auch schwächer) festgestellt, weiß aber noch nicht, wo der Strom produziert wird (die Augenmuskeln sind nicht umgebildet!). Die elektrischen Impulse sind geschlechtsspezifisch verschieden. Zugleich erzeugt Uranoscopus beim Laichvorspiel Geräusche, so dass wahrscheinlich Geräusche und Elektrizität dieselbe Ursache haben. Natürlich ist jede Muskel- und Stoffwechselaktivität mit elektrischen Phänomenen verbunden, aber nur im µV- bis mV-Bereich, den Stachelflosser nicht wahrnehmen können, während die Spikes, von denen hier die Rede ist, im V-Bereich liegen und somit auch von Fischen ohne Elektrorezeptoren bemerkt werden können. Baron und Mikhailenko sehen daher Uranoscopus als „Übergangsform“ zu den makroelektrischen Fischen. Das Angeführte weist auch auf das merkwürdige und nicht ganz seltene Phänomen hin, dass bei nahe verwandten Lebewesen physiologisch-ethologische Zwecke („Ziele“) mit ganz unterschiedlichen (nichthomologen) Organen erreicht werden können.
Die Laichzeit liegt an den Südküsten des Mittelmeeres im Frühsommer, an den Nordküsten (Italien) aber findet man das ganze Jahr über Larven. Die am Grunde (in mittleren Tiefen) abgegebenen und befruchteten Eier sind freischwebend, steigen zur Wasseroberfläche auf und zeitigen hier bald durchscheinende, planktonfressende Larven, die sich nach etlichen Wochen den Küsten und dem Grunde (besonders Seegraswiesen) annähern und hier schon räuberisch leben. Sich einzugraben, beginnen sie erst als Jungfische von einigen Zentimetern Länge. Geschlechtsreif werden Himmelsgucker mit 15–20 cm Länge, also im Alter von mindestens einem Jahr. Männchen und Weibchen wachsen gleich schnell, doch werden Weibchen länger und auch deutlich schwerer. Ein großes Weibchen kann bis zu 60 000 Eier auf einmal ablaichen, die nach der Quellung ca. 2 mm groß sind. Das Geschlechterverhältnis ist fast 1 (♀) zu 2 (♂) (zumindest am Ort der Untersuchung von Rizkalla und Bakhoum, der ägyptischen Küste). Die ältesten Tiere sind weniger als 6 Jahre alt.

## Vorkommen
Die Heimat dieses Fisches ist das Mittelmeer mit seinen Nebenmeeren (ausgenommen nur das brackische Asowsche). Er kommt überall (bis in 400 m Tiefe) vor, wo er sich eingraben kann, selbst in nicht allzu verschmutzten Hafenbecken. Ungeklärte Abwässer setzen ihm allerdings mancherorts deutlich zu. Obwohl man ihn nicht sieht, kann er (etwa an der Schwarzmeerküste) mit seiner Biomasse an sechster Stelle der vorhandenen Fische stehen. Er kommt darüber hinaus im angrenzenden Ostatlantik an der Küste Marokkos (allenfalls noch Mauretaniens) und Portugals vor – weiter nördlich, bis zur Südküste Großbritanniens, immer seltener. Auch um die Kanaren und Madeira soll er vorhanden sein, nach Süden zu wird er jedoch durch ähnliche Arten vertreten.

## Historisches
Der Himmelsgucker οὐρανοσκόπος war (mindestens) in der Antike recht gut bekannt, da er wegen seines stets gen Himmel gerichteten Blickes und der großen Gallenblase als Heilmittel gegen Augenleiden erkannt und gesucht war (die Augen wurden mit Galle oder Zubereitungen daraus bestrichen). Belege dafür finden sich etwa bei Hippokrates, Aristoteles, Plinius dem Älteren und Athenaios. Vielleicht stand auch Callionymus lyra im selben Ruf, da auch dieser Fisch die Augen sehr hoch oben am Kopf trägt, oder καλλιώνυμος war bloß ein anderer Name für den Himmelsgucker. Der alte Tobias des Alten Testaments, durch eine Hornhauttrübung erblindet, sollte laut Spekulation der Humanisten dank Himmelsguckergalle geheilt worden sein, obwohl seine Augen mit Galle eines Süßwasserfisches (Wels?) behandelt wurden. Uranoscopus kommt bei Conrad Gessner und Pierre Belon vor, nicht aber bei Francis Willughby (obwohl John Ray ihn erwähnt).